# Градоначальники Неукена
Мэры (Городские Головы) Неукена в хронологическом порядке
- Линарес, Педро (1906)
- Родригес-Спуч, Хосе (1906-1908)
- Чанетон, Абель (1908)
- Наварро, Эулохио (1908)
- Искьердо, Бенито (1908)
- Наварро, Эулохио (1908-1909)
- Норденстром, Энрике (1909-1911)
- Чанетон, Абель (1911-1913)
- Чанетон, Абель (1913-1914
- Манго, Мигель (1914-1915)
- Манго, Мигель (1915-1916)
- Манго, Мигель (1916-1917)
- Аррасола, Франсиско (1917)
- Маильгет, Луис (1917)
- Серрано, Алехо (1917)
- Фава, Хосе (1917)
- Серрано, Алехо (1917-1919)
- Манго, Мигель (1919)
- Баррьентос, Энрике  (1919)
- Манго, Мигель (1919)
- Лугонес, Удалислао (1919)
- Манго, Мигель (1919-1921)
- Карро, Энрике (1921-1923)
- Карро, Энрике (1923-1925)
- Архес, Хосе (1925)
- Манго, Мигель (1925-1926)
- Арденги, Мартин (1926)
- Альбаррасин, Хулио (1926-1927)
- Вильяльва, Хуан (1927-1928)
- Норденстром, Энрике (мл) (1928-1929)
- Манго, Мигель (1929-1930)
- Бердиньяс, Хорхе (1930)
- Арденги, Мартин (1930)
- Патерсон, Хулио (1930)
- Гомес-Агирре, Хуан (1930-1932)
- Сантамария, Эваристо (1932-1933)
- Карро, Антонио (1933)
- Бакчи, Адриан (1933-1934)
- Сантамария, Эваристо (1934)
- Суарес, Амаранто (1934-1935)
- Суарес, Амаранто (1935-1936)
- Бенедетти, Франсиско (1936-1937)
- Бенедетти, Франсиско (1937-1938
- Бенедетти, Франсиско (1938-1939
- Крестиа, Висенте (1939)
- Басси, Аурелио (1939-1940)
- Басси, Аурелио (1940-1941)
- Рамон, Луис (1941-1943)
- Басси, Аурелио (1943)
- Саласар, Рикардо (1943-1946)
- Аьсиаторе, Роберто (1946-1947)
- Фернандес, Рафаэль (1947)
- Бенедетти, Энрике (1947-1949)
- Спинелли, Анхель (1949)
- Норденстром, Исмаэль (1950-1952)
- Рио, Рамон (1952-1954)
- Кортес-Реарте, Эдуардо (1954-1955)
- Немесио-Мартинес, Эктор (1955)
- Чанетон, Альберто (1955-1957)
- Суарес, Амаранто (1957)
- Осес, Сальвадор (1957-1958)
- Гарсиа, Аниваль Виктор (1958-1962)
- Больоло, Луис (1962)
- Планас, Теодоро Луис (1962-1963)
- Делла Валентина, Анхель (1963-1968)
- Отаран, Марсело (1968-1970)
- Серер, Педро (1970)
- Солана, Хорхе Доротео (1970-1972)
- Миколич, Теодоро (1972-1973)
- Робильо, Альдо Луис (1973-1976)
- Пастор, Рауль (1976)
- Гасера, Сесар (1976-1978)
- Фуэнте, Родольфо де ла (1978-1980
- Русильон, Рубен (1980-1983)
- Совиш, Хорхе (1983-1987)
- Бальда, Сесар (1987-1991
- Гебе-Клостерман, Дерлис (1991-1995)
- Ольден-Горосито, Хорхе (1995)
- Алиль, Луис (1995-1999)
- Кирога, Орасио (1999-2003)
- Фарисано, Мартин (с 2003 года)